# 장자제시
장자제(중국어 간체자: 张家界, 정체자: 張家界, 병음: Zhāngjiājiè, 한자음: 장가계)는 중국의 후난성의 지급시이다. 면적은 9,516km2, 인구는 147만 6,521명 (2010년)이다. 우링산맥의 중앙에 있으며, 중국에서 가장 중요시하는 여행 도시 중의 하나이다. 1982년 9월 장자제는 중국 제1호 국가삼림공원이 되었으며, 1988년 8월에는 무릉원(우링위안)이 국가 40여 곳의 중요풍경명승구로 지정되었다. 《장자제 국가삼림공원》, 《삭계욕풍경구》, 《천자산 풍경구》를 3대 풍경구로 지정하고, 《무릉원 자연 풍경구》와 더불어 세계자연유산으로 등록되었다. 2009년 개봉영화인 아바타의 촬영지로도 알려져 있다. 공항으로는 장자제 허화 국제공항이 있다.

## 역사
장자제시는 1988년 5월 지급시로 승격된 새로운 도시이다. 1985년 5월, 대용현(大庸县)을 폐지하고, 현급시인 대용시(大庸市)를 설립하였다. 1994년 4월 4일 대용시에서 장가계시로 개명하였다. 지금의 장가계는 진나라 때부터 시작되어, 한나라와 삼국시대에 무릉원은 무릉군의 땅이었다.

## 지리 및 기후
후난 성 북서부에 위치한다. 창더 시, 화이화 시, 샹시 투자족 먀오족 자치주, 후베이성과 접한다.
기후는 습윤한 온대 기후를 띈다.
| 장자제시의 기후                                               | 장자제시의 기후 | 장자제시의 기후 | 장자제시의 기후 | 장자제시의 기후 | 장자제시의 기후 | 장자제시의 기후 | 장자제시의 기후 | 장자제시의 기후 | 장자제시의 기후 | 장자제시의 기후 | 장자제시의 기후 | 장자제시의 기후 | 장자제시의 기후 |
| 월                                                            | 1월             | 2월             | 3월             | 4월             | 5월             | 6월             | 7월             | 8월             | 9월             | 10월            | 11월            | 12월            | 연간            |
| ------------------------------------------------------------- | --------------- | --------------- | --------------- | --------------- | --------------- | --------------- | --------------- | --------------- | --------------- | --------------- | --------------- | --------------- | --------------- |
| 역대 최고 기온 °C (°F)                                        | 21.8 (71.2)     | 29.4 (84.9)     | 33.9 (93.0)     | 38.2 (100.8)    | 37.0 (98.6)     | 38.8 (101.8)    | 40.8 (105.4)    | 41.2 (106.2)    | 38.6 (101.5)    | 35.5 (95.9)     | 30.0 (86.0)     | 23.9 (75.0)     | 41.2 (106.2)    |
| 일평균 최고 기온 °C (°F)                                      | 9.5 (49.1)      | 12.2 (54.0)     | 17.0 (62.6)     | 23.4 (74.1)     | 27.4 (81.3)     | 30.5 (86.9)     | 33.5 (92.3)     | 33.6 (92.5)     | 29.4 (84.9)     | 23.3 (73.9)     | 17.9 (64.2)     | 12.2 (54.0)     | 22.5 (72.5)     |
| 일일 평균 기온 °C (°F)                                        | 5.6 (42.1)      | 7.9 (46.2)      | 12.0 (53.6)     | 17.7 (63.9)     | 22.0 (71.6)     | 25.5 (77.9)     | 28.2 (82.8)     | 28.0 (82.4)     | 24.0 (75.2)     | 18.4 (65.1)     | 13.0 (55.4)     | 7.9 (46.2)      | 17.5 (63.5)     |
| 일평균 최저 기온 °C (°F)                                      | 2.9 (37.2)      | 4.9 (40.8)      | 8.5 (47.3)      | 13.8 (56.8)     | 18.2 (64.8)     | 21.9 (71.4)     | 24.4 (75.9)     | 24.2 (75.6)     | 20.4 (68.7)     | 15.1 (59.2)     | 9.7 (49.5)      | 4.9 (40.8)      | 14.1 (57.3)     |
| 역대 최저 기온 °C (°F)                                        | −4.5 (23.9)     | −3.4 (25.9)     | −1.3 (29.7)     | 3.1 (37.6)      | 8.7 (47.7)      | 11.9 (53.4)     | 18.3 (64.9)     | 15.8 (60.4)     | 12.5 (54.5)     | 4.1 (39.4)      | −0.9 (30.4)     | −3.6 (25.5)     | −4.5 (23.9)     |
| 평균 강수량 mm (인치)                                         | 46.2 (1.82)     | 58.3 (2.30)     | 88.4 (3.48)     | 125.5 (4.94)    | 192.7 (7.59)    | 219.8 (8.65)    | 226.9 (8.93)    | 114.9 (4.52)    | 100.6 (3.96)    | 94.5 (3.72)     | 64.2 (2.53)     | 26.9 (1.06)     | 1,358.9 (53.5)  |
| 평균 강수일수 (≥ 0.1 mm)                                      | 11.1            | 11.2            | 13.9            | 14.4            | 16.3            | 15.2            | 13.8            | 11.0            | 9.1             | 12.6            | 10.4            | 8.6             | 147.6           |
| 평균 강설일수                                                 | 5.0             | 2.6             | 0.8             | 0               | 0               | 0               | 0               | 0               | 0               | 0               | 0.1             | 1.7             | 10.2            |
| 평균 상대 습도 (%)                                            | 74              | 73              | 74              | 74              | 76              | 78              | 76              | 73              | 72              | 75              | 76              | 72              | 74              |
| 평균 월간 일조시간                                            | 57.7            | 57.9            | 84.0            | 110.2           | 123.0           | 124.9           | 180.4           | 189.4           | 132.6           | 104.2           | 91.1            | 74.6            | 1,330           |
| 가능 일조율                                                   | 18              | 18              | 22              | 28              | 29              | 30              | 42              | 47              | 36              | 30              | 29              | 23              | 29              |
| 출처: 중국기상국 (평년값: 1991년~2020년, 극값: 1981년~2010년) |                 |                 |                 |                 |                 |                 |                 |                 |                 |                 |                 |                 |                 |

## 경제

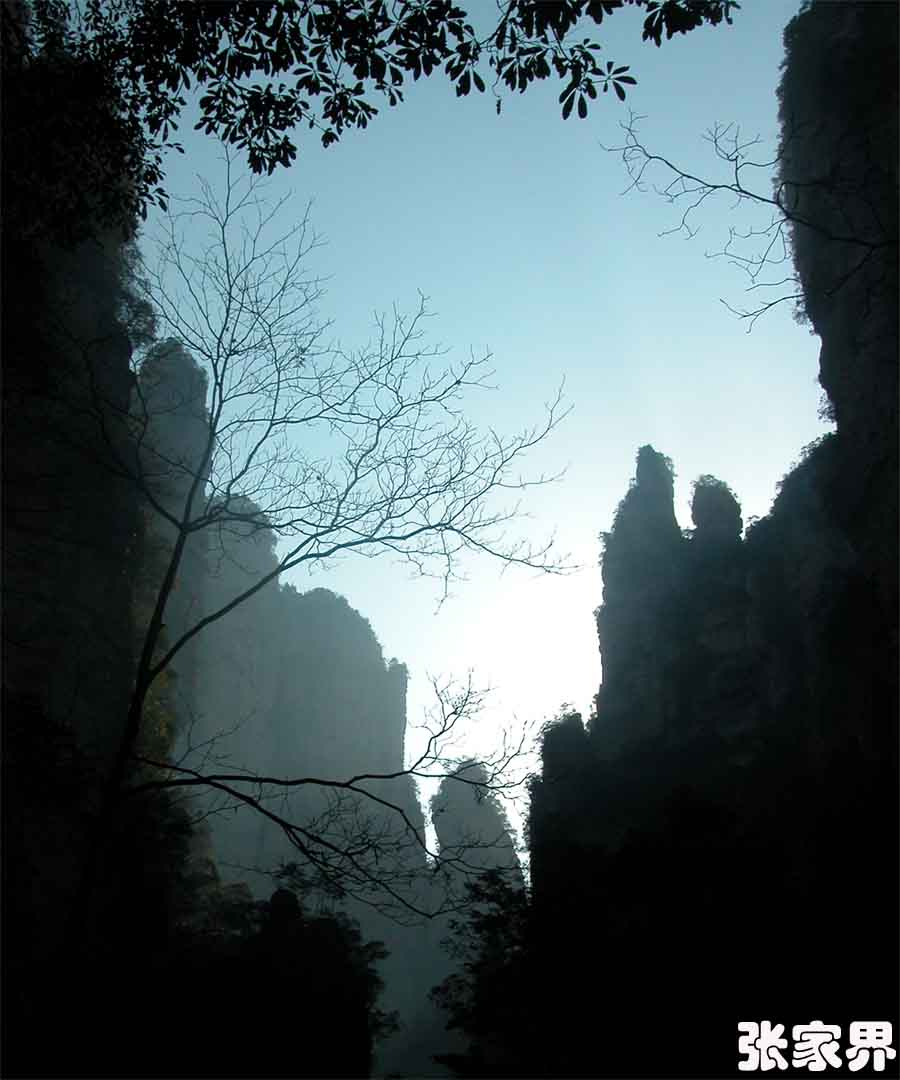
장자제

장자제는 주요 관광 지역이다. 현재는 한국인들이 관광과 투자에 가장 큰 영향을 미치지만 점차 중국 전역과 다른 아시아 나라들로 확대되는 추세이다.

### 관광
- 무릉원

## 행정

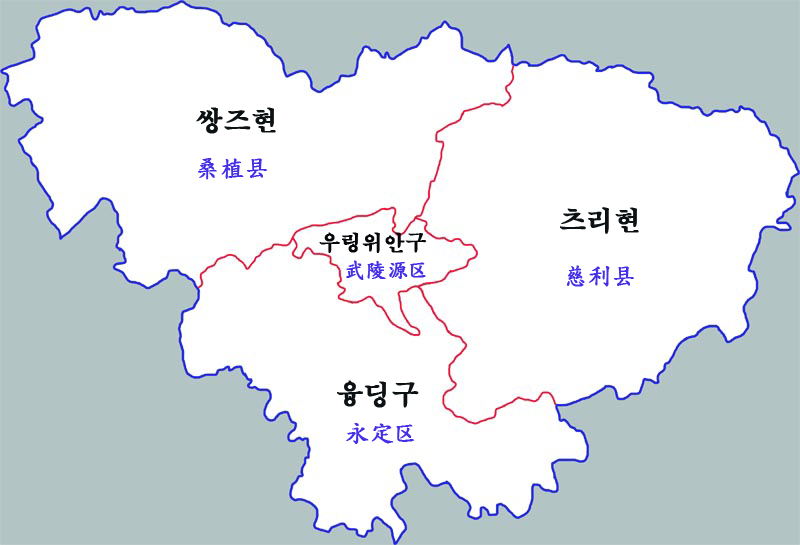
장자재시 현급구역

2개의 시할구, 2개의 현을 관할로 둔다.
시할구
- 융딩 구(永定区)
- 우링위안 구(武陵源区)

현
- 츠리 현(慈利县)
- 쌍즈 현(桑植县)